# Мангрова чинка
Мангрова чинка (Camarhynchus heliobates) е вид птица от семейство Тангарови. Тя е един от видовете Дарвинови чинки и е ендемичен вид срещащ се на Галапагоските острови. Първоначално видът е населявал островите Фернандина и Изабела, но популацията на Фернандина изчезнала преди да бъде изследвана. Според БърдЛайф Интернешънъл видът е класифициран като критично застрашен. Приблизителният брой на индивидите е между 60 и 140 населяващи две мангрови гори на остров Изабела.